# Svetla Ocetova
Svetla Ocetova (bolgarsko Светла Оцетова), bolgarska veslačica, * 23. november 1950.
Ocetova je na Poletnih olimpijskih igrah 1976 v Montrealu veslala v bolgarskem dvojnem dvojcu in s partnerico Zdravko Jordanovo osvojila zlato medaljo.